# Diana Cholenská
Diana Cholenská (* 7. října 2003 Jablonec nad Nisou) je česká akrobatická lyžařka - skikrosařka. Závodí za klub SG skicross CZ a jejím trenérem je Tomasz Zerebecki.

## Sportovní úspěchy
Získala stříbrnou medaili na Zimní olympijské hry mládeže 2020 v Lausanne a další stříbrnou na MS Juniorů 2021 v ruském Krasnojarsku.
Kvalifikovala se na OH v Pekingu 2022, avšak kvůli poranění křížového vazu musela nakonec svou účast odvolat.